# Force K (Royal Navy)
Pour les articles homonymes, voir Force K.
Force K désigne trois forces opérationnelles de la Royal Navy durant la Seconde Guerre mondiale. La première opère au large de l'Afrique de l'Ouest en 1939, et traque des « raiders » allemands. La seconde est formée en octobre 1941 à Malte pour harceler les convois ennemis entre l'Italie et la Libye. Les attaques aériennes répétées de l'Axe sur Malte font que le 8 avril 1942, la Force est dissoute. Après le ravitaillement de l'île en novembre 1942, la Force K est remise en place.